# بهلهات
بهلهات (به لاتین: Bholahat) یک منطقهٔ مسکونی در بنگلادش است که در ناحیه نواب‌گنج واقع شده‌است. بهلهات ۱۲۳٫۵۲ کیلومتر مربع مساحت و ۱۰۳٬۳۰۱ نفر جمعیت دارد.